# República Senatorial de Timeria
La República Senatorial d'Timeria va ser una micronació ibèrica, que va existir entre 2003 i 2012. Va ser fundada per un grup d'estudiants de Múrcia, que van aprofitar unes construccions en ruïnes a sud de Cartagena per proclamar la independència de la República Senatorial de Timeria. Va ser una de les micronacions espanyoles més conegudes de l'món.
Originalment va ser un projecte basat en els seus territoris pròpiament tals, a la platja de Cartagena. D'aquesta manera es va habilitar una biblioteca popular, i ordinadors d'accés lliure per als visitants de la micronació.
Posteriorment, gràcies a el desenvolupament d'internet i especialment a causa de problemes amb el govern local espanyol, es va passar a tenir només activitat en el lloc web. D'aquesta manera Timeria es presentava com un micronacionalismo virtual, on Timeria es presenta com a possible en l'imaginari d'alguns individus permetent un qüestionament real sobre la relació de poders amb l'estat.
Ha estat l'única micronació espanyola amb un "territori" pròpiament tal.